# Мухамед ел Башир
Мухамед ел Башир (арап. محمد البشير; Машун, Идлиб, 1983) је сиријски политичар, инжењер и бивши премијер Сирије од 10. децембра 2024. до 29. марта 2025. године. Био је председник Сиријске владе спаса од јануара до децембра 2024. године. Део је исламистичке организације Тахрир ел Шам.